# François Bayrou
François Bayrou (* 25. května 1951 v Bordères u Lourdes) je od 13. prosince 2024 premiér Francie. Je jedním z předních francouzských politiků, předseda francouzské UDF, bývalý europoslanec a spolupředseda evropské EDS.
Vystupuje jako přesvědčený demokrat, navazuje na tradice myšlenky federální Evropy. Je ženatý, má šest dětí a je praktikujícím katolíkem. Publikuje, vystupuje v médiích a ve veřejných diskusích. Napsal několik politických i historických knih, zvlášť se proslavil biografií Jindřicha IV.

## Život
Bayrou pochází z rodiny drobných sedláků. Studoval klasickou literaturu na univerzitě v Bordeaux, posléze vystudoval prestižní školu veřejné správy École Normale Supérieure v Paříži.
Politicky se vypracoval v občansko-liberální straně Union pour la démocratie française (UDF), za kterou zastupoval departement Pyrénées-Atlantiques ve francouzském parlamentu.
Od roku 1979 do 1981 byl vysokým úředníkem ministerstva zemědělství za ministra Pierre Méhaignerie. Pracoval posléze pro prezidenta senátu Alaina Pohera. Od roku 1984 do 1986 byl poradcem tehdejšího prezidenta Evropského parlamentu Pierra Pflimlina a od 1986 do roku 1993 předsedou Stálé komise pro boj proti analfabetismu.
Po úspěchu pravicových liberálů ve volbách povolal 29. března 1993 nový premiér Édouard Balladur Bayroua do své vlády jako ministra Národního vzdělání (Éducation nationale). Za svého působení dal Bayrou důkladně přezkoušet situací žáků, studentů a učitelů ve Francii. Zůstal ministrem i poté, co se v roce 1995 premiérem stal Alain Juppé, který rezort ministerstva rozšířil a pojmenoval tedy l'Éducation nationale, de l'Enseignement supérieur, de la Recherche et de l'Insertion professionnelle.
Bayrou se již od těchto dob otevřeně snaží o vytvoření dostatečně silné politické středové síly, která by mohla účinně obstát vůči pravicovým gaullistům. V roce 1998 se stal předsedou UDF. V roce 1999 za ni kandidoval do Evropského parlamentu. UDF získala přes 9 % a Bayrou se stal evropským poslancem.
V roce 2002 poprvé kandidoval na post prezidenta v přímých prezidentských volbách. V prvním kole skončil jako čtvrtý s 6,8 % za Lionelem Jospinem, Jeanem-Mariem Le Penem a Jacquesem Chiracem.
V témže roce došlo k rozdělení tehdejšího tzv. liberálního středu ve Francii, jehož část se přiklonila k Chiracově záměru silné pravicové strany, z kterého vznikla jeho UMP. Bayrou se rozhodl pro samostatnost v UDF.
Tehdy také složil svůj mandát evropského poslance, aby se mohl stát poslancem francouzského Národního shromáždění. Avšak v regionálních volbách v Akvitánii jej porazil kandidát UMP. UDF přesto v témže roce získala 12 % ve volbách do Evropského parlamentu.
Bayrou je zastáncem Evropské ústavy a vlažným odpůrcem přistoupení Turecka k EU.

## Prezidentské volby 2007

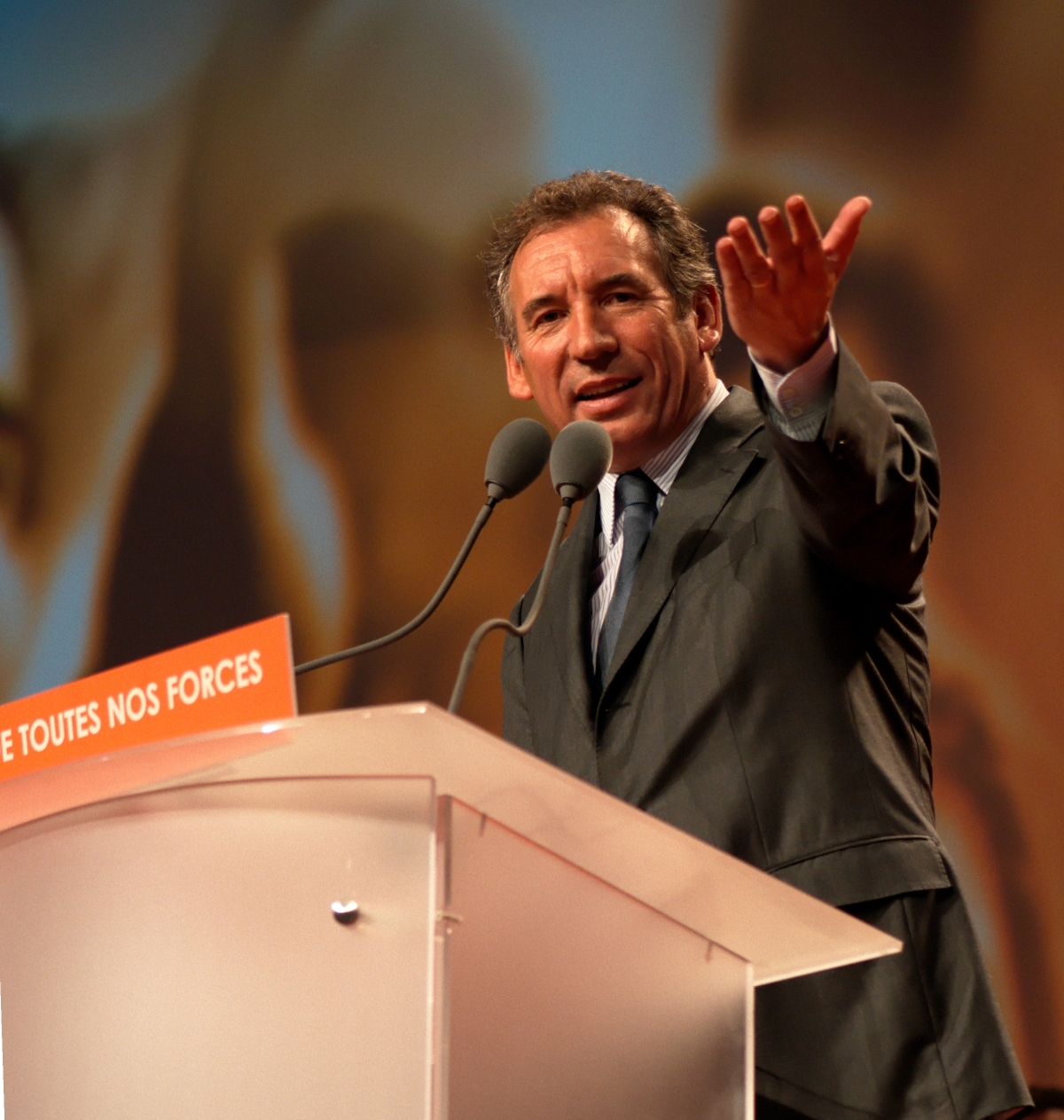
François Bayrou 18. dubna 2007 v Bercy před sedmnáctitisícovým publikem.

François Bayrou kandidoval v prezidentských volbách 2007. Svou kandidaturu oficiálně ohlásil až 2. prosince 2006. V průběhu kampaně vystupoval jako odpůrce mediálního bipolarizování, jež by měla volby redukovat na souboj kandidátky Socialistické strany a kandidáta pravicové UMP. Podařilo se mu během ní předehnat kandidáta krajní pravice Jeana-Marieho Le Pena a dopracovat se na jednoho z pravděpodobných kandidátů do druhého kola. Výzkumy veřejného mínění mu navíc dávaly jako jedinému šanci zvítězit v souboji s kterýmkoliv ze třech ostatních favorizovaných kandidátů. V prvním kolem však Bayrou skončil na třetím místě za socialistkou Ségolène Royalovou a favoritem voleb Nicolasem Sarkozym.

## Dílo
- La Décennie des mal-appris. – Flammarion, Paříž, 1990 – ISBN 2-08-066472-7
- Le roi libre. – Flammarion, Paříž, 1994 – ISBN 2-08-066821-8
Le roi libre. – France loisirs, Paříž, 1995 – ISBN 2-7242-8944-7
Le roi libre. – Éd. J'ai lu, Paříž, 1996 – ISBN 2-277-24183-0
Henri IV. – Perrin jeunesse, Paříž, 1998 – ISBN 2-262-01301-2
Henri IV : le roi libre. – Flammarion, Paříž, 1999 – ISBN 2-08-067725-X
- Le droit au sens. – Flammarion, Paříž, 1996 – ISBN 2-08-067204-5
- Saint-louis. – Flammarion, Paříž, 1997 – ISBN 2-08-067208-8
- Ils portaient l'écharpe blanche : l'aventure des premiers réformés, des Guerres de religion à l'édit de Nantes, de la Révocation à la Révolution. – B. Grasset, Paříž, 1998 – ISBN 2-246-55981-2
Ils portaient l'écharpe blanche : l'aventure des premiers réformés, des Guerres de religion à l'édit de Nantes, de la Révocation à la Révolution. – Librairie générale française, 2000 – ISBN 2-253-14779-6
- Bayrou, François; et Pierre-Brossolette, Sylvie : Hors des sentiers battus : entretiens avec Sylvie Pierre-Brossolette. – Hachette littératures, Paříž, 1999 – ISBN 2-01-235258-8
- François Bayrou, Qui êtes-vous ? Que proposez-vous ? – Archipel, 2001 – ISBN 2-84187-283-1
- Relève. – Grasset, 2001 – ISBN 2-246-61821-5
- Oui : Plaidoyer pour la Constitution européenne. – Plon, 2005 – ISBN 2-259-20183-0

## Citáty
- „Existují dvě slova v politice, která nejde přeložit. Federalismus a liberalismus. … Být liberální ve Francii znamená až ocitnout se extrémně napravo. Být liberální v Americe znamená být nalevo. Liberální v Británii znamená centristickou politiku, lehce doleva, levý střed. …
 A federalismus je to samé… Filosofie federalismu znamená respekt vůči rozdílnosti. … Ale ve Francii federalista znamená, že politika se rozdíly snaží odstraňovat. … V Kanadě to znamená, že federalista žádné rozdíly nechce. Quebečané se definují jako antifederalisté. Být federalista pro mne znamená respekt k odlišnosti při spolupráci.“
(11.5.2006 v rozhovoru s Britskými listy )